# Die Sieger (1963)
Die Sieger (Originaltitel: The Victors) ist ein starbesetzter US-amerikanischer Kriegsfilm aus dem Jahr 1963, der zahlreiche authentische Wochenschau-Berichte zeigt und die einzige Regiearbeit des Drehbuchautors Carl Foreman war. Als literarische Vorlage diente der Roman The Human Kind von Alexander Baron.

## Handlung
Die US-amerikanischen Corporals Trower und Chase, Sergeant Craig sowie weitere US-Streitkräfte, die in England während des Zweiten Weltkriegs stationiert sind, werden für einen Kampfeinsatz nach Italien geschickt. Nachdem sie dort eine kleine Stadt eingenommen haben, findet GI Baker kurzzeitig Glück in den Armen der Einheimischen Maria, die seit mehreren Monaten keine Nachricht von ihrem im Krieg kämpfenden Ehemann erhalten hat. 
Daraufhin wird die Truppe nach Frankreich beordert, wo sich Craig nach der Landung in der Normandie auf eine Französin einlässt. Chase wird derweil von der wohlhabenden Magda umgarnt, die ihn dazu bringen möchte, die Armee zu verlassen, um ihr bei profitablen Schwarzmarktgeschäften zu helfen. Doch Chase kehrt an die Front zurück, wo er sich ein Bein verletzt, während sich Trower in Belgien in die opportunistische Violinistin Regine verliebt, die durch Nachtclubs tingelt, zeitweilig als Prostituierte arbeitet und Trower letztlich für einen anderen sitzen lässt. 
Weitere desillusionierende Kampfeinsätze und romantische Begegnungen folgen. Am Ende befindet sich Craig mit einer schweren Kopfverletzung im Krankenhaus, während Chase weiterhin an seiner Beinverletzung leidet. Trower lebt inzwischen in der Sowjetischen Besatzungszone Berlins, wo er mit der jungen Deutschen Helga zusammenlebt. Eines Abends gerät er dort mit einem betrunkenen sowjetischen Soldaten in Streit, der in einer Messerstecherei endet, bei der beide ums Leben kommen.

## Hintergrund
Drehbuchautor Carl Foreman, der für Die Brücke am Kwai 1958 mit dem Oscar ausgezeichnet wurde, trat für das Kriegsdrama Die Sieger, das die Jahre von 1942 bis 1946 umspannt und die Demoralisierung von Siegern und Besiegten thematisiert, das einzige Mal in seiner Karriere als Regisseur in Erscheinung. 
Die Dreharbeiten fanden in Frankreich, Schweden, im italienischen Salerno, in Tilbury, Essex, und in den englischen Shepperton Studios statt. Die Weltpremiere erfolgte am 18. November 1963 in London. In Deutschland kam der Film am 20. Februar 1964 in die Kinos.

## Kritiken
„Einige bemerkenswerte Details gehen in spektakulären Verzeichnungen des teils reißerisch, teils melodramatisch getönten überlangen Films unter“, urteilte das Lexikon des internationalen Films. Das Fazit von Cinema lautete: „Teils reißerisch, aber mit unvergesslichen Szenen.“

## Auszeichnungen
Christopher Challis erhielt 1964 eine Nominierung in der Kategorie Beste britische Kamera für den British Film Academy Award. Nebendarsteller Peter Fonda war bei den Golden Globe Awards in der Kategorie Bester Nachwuchsdarsteller nominiert.

## Deutsche Fassung
Die deutsche Synchronfassung entstand 1963 in München.
| Rolle                  | Darsteller         | Synchronsprecher    |
| ---------------------- | ------------------ | ------------------- |
| Baker                  | Vince Edwards      | Horst Naumann       |
| russischer Soldat      | Albert Finney      | Ernst Konstantin    |
| Trower                 | George Hamilton    | Gerhart Lippert     |
| Magda                  | Melina Mercouri    | Mady Rahl           |
| Französin              | Jeanne Moreau      | Rosemarie Fendel    |
| Cpl. Chase             | George Peppard     | Michael Cramer      |
| französischer Leutnant | Maurice Ronet      | Helmo Kindermann    |
| Maria                  | Rosanna Schiaffino | Rose-Marie Kirstein |
| Regine                 | Romy Schneider     | Romy Schneider      |
| Helga                  | Elke Sommer        | Marianne Lutz       |
| Sgt. Craig             | Eli Wallach        | Rolf Boysen         |
| Eldridge               | Michael Callan     | Klaus Kindler       |
| Weaver                 | Peter Fonda        | Werner Uschkurat    |
| Grogan                 | James Mitchum      | Gernot Duda         |
| Trudi                  | Senta Berger       | Senta Berger        |